# Želiv

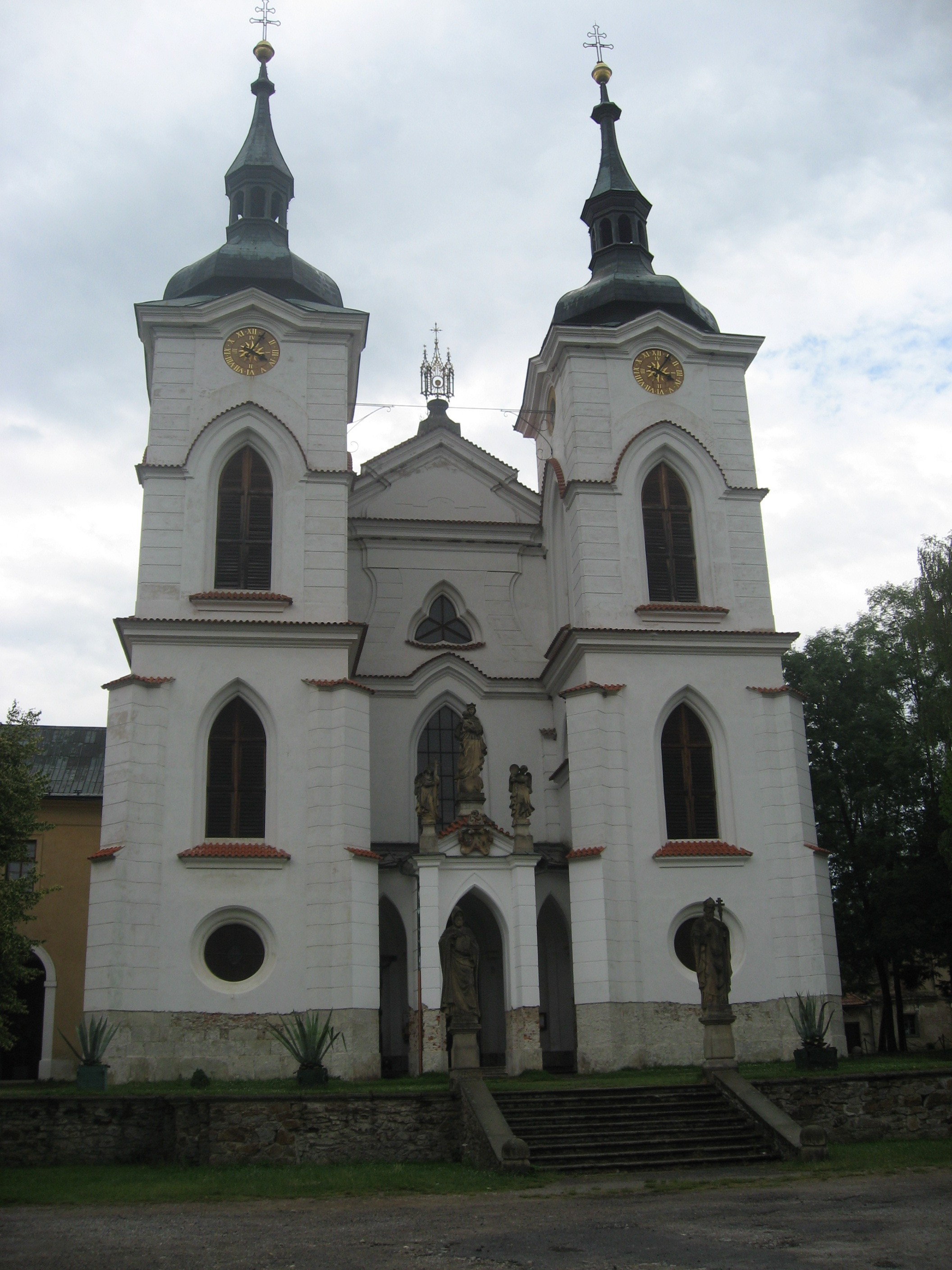
Želiv / Seelau: Klosterkirche

Želiv (deutsch Seelau) ist eine Gemeinde in Tschechien. Sie liegt zehn Kilometer westlich von Humpolec in einem Tal der Böhmisch-Mährischen Höhe und gehört dem Okres Pelhřimov an. Im Ort fließen die Flüsse Želivka und Trnávka zusammen. Auf einer Höhe von 405 m n.m.ist es das niedrigstgelegene Dorf im Okres Pelhřimov.

## Geschichte
Der Ortsname stammt vom altböhmischen Želevo und Žalov ab. Der Ort wurde erstmals 1226 erwähnt, als Papst Honorius III. dem Prämonstratenser-Chorherrenstift Seelau seine Besitzungen bestätigte. Allerdings war die Gegend nach archäologischen Funden bereits im 3. und 4. Jahrhundert n. Chr. besiedelt.
Der ursprünglich landesfürstliche Ort ging 1144 in den Besitz der Prager Bischöfe über und gehörte ab 1148/49 dem Orden der Prämonstratenser. Nach den Zerstörungen und dem Niedergang des Klosters in den Hussitenkriegen überließ der böhmische König Georg von Podiebrad das Klostergut den Herren Trčka von Leipa, denen es bis zum Tausch mit Prokop Dvořecký von Olbramovice gegen die Herrschaft Kounice im 1599 gehörte. Die Trčka errichteten im Kloster die sogenannte Trčka-Burg. Nachdem das Klostergut konfisziert worden war, erwarben es die Prämonstratenser des Klosters Strahov 1623 für den Orden zurück.
Nach der Ablösung der Patrimonialherrschaften wurde Želiv 1848 selbstständige Gemeinde.

## Gemeindegliederung
Die Gemeinde Želiv besteht aus den Ortsteilen Bolechov (Bolechau), Brtná (Bertna), Lhotice (Schwand), Lískovice (Liskowitz), Miletín (Miletin), Vitice (Widitz),  Vřesník (Wresnik) und Želiv, die zugleich auch Katastralbezirke bilden. Grundsiedlungseinheiten sind Bolechov, Brtná, Haštal, Lhotice, Lískovice, Miletín, Vitice, Vřesník und Želiv.

## Sehenswürdigkeiten
- Die größte Sehenswürdigkeit der Gemeinde ist das Prämonstratenserkloster mit der Klosterkirche Mariä Geburt, die nach Plänen von Johann Blasius Santini-Aichel errichtet wurde.
- Friedhofskirche St.-Peter-und-Paul, deren Ursprünge auf das Jahr 1139 zurückgehen.

## Umgebung
In der Umgebung gibt es drei Stauseen:
- In der vier Kilometer südöstlich gelegenen Talsperre Sedlice mit 35 Hektar Wasseroberfläche vereinigen sich die Hejlovka und der Jankovský potok zur Želivka.
- Unterhalb dieser Talsperre wurde in den Jahren 1925 bis 1928 mit der Talsperre Vřesník an der Želivka ein Ausgleichswasserwerk erbaut. Dieser Stausee ist knapp neun Hektar groß und liegt einen Kilometer östlich der Gemeinde.
- Die Talsperre Trnávka mit 84 Hektar Wasseroberfläche wurde in den Jahren 1977 bis 1981 erbaut. Sie staut die Trnávka und liegt einen Kilometer südlich von Želiv. Unterhalb des Staudammes befindet sich ein 524 Meter langer künstlicher Wasserkanal für sportliche Veranstaltungen.

## Persönlichkeiten
Aus Želiv stammten bzw. lebten dort längere Zeit:
- Vít Bohumil Tajovský (1912–1999), Abt des Prämonstratenserklosters
- Gustav Mahler (1860–1911), Komponist
- Bohuslav Martinů (1890–1959), Komponist
- Bohumil Bouda, Klaviervirtuos und Musiklehrer
- Josef Čapek (1887–1945), Maler und Schriftsteller
- Jan Želivský (um 1380–1422), Hussitenprediger und Sprecher der Armen in Prag